# 中赤溪
中赤溪，流经中华人民共和国广东省蕉岭县和福建省武平县，是石窟河左岸支流，发源于广东蕉岭县广福镇洪畲笔，向东北流经广福镇治，过乐干村进入福建武平县境内，经岩前镇，于灵坊村转西北流，于中赤乡洽溪村转西南流，经中赤乡治，于下营村汇入石窟河。河长51.1千米，落差511米，流域面积375.5平方千米。